# Typhlolepta bilobata
Typhlolepta bilobata is een soort in de taxonomische indeling van de platwormen (Platyhelminthes). De worm is tweeslachtig en kan zowel mannelijke als vrouwelijke geslachtscellen produceren. De soort leeft in zeer vochtige omstandigheden. 
De platworm komt uit het geslacht Typhlolepta. Typhlolepta bilobata werd in 1828 beschreven door Leuckart.